# STS-3xx
Spaceshuttlemissies met de aanduiding STS-3xx, die officieel worden aangeduid als Launch On Need (LON), zijn reddingsmissies die gelanceerd zouden worden om de bemanning van een spaceshuttle te redden, als hun eigen shuttle zodanig beschadigd is aan het hitteschild dat terugkeer in de atmosfeer te gevaarlijk is. De NASA heeft dergelijke missies in het leven geroepen na rampvlucht STS-107. Reddingsmissies worden ook wel aangeduid als Launch On Demand (LOD) en Contingency Shuttle Support Crew.